# スプートニク (通信社)
座標: 北緯55度44分15.38秒 東経37度35分24.92秒 / 北緯55.7376056度 東経37.5902556度
スプートニク（SPUTNIK、露: Спутник）は、ロシアの通信社。2014年11月10日に設立され、RIAノーボスチとロシアの声に代わってロシア国外での展開を担っている。ロシア政府系メディアであるロシアの今日の傘下にある。編集長はA.S.アニーシモフ。
日本語版は、2015年3月20日に開設された。

## 概要
2013年12月9日、ウラジーミル・プーチンは、対外発信力の強化を目的として国営通信社のRIAノーボスチと海外向けラジオ局「ロシアの声」を解体・再編成し、メディアグループ「ロシアの今日」（ロシア語: Россия сегодня）を設立する大統領令を出した。2014年に同グループ内の外国向け通信社として発足したのがスプートニクである。本局はモスクワにあり、支局をワシントン、北京、パリ、ベルリン、カイロ、ロンドン、エディンバラなどに持つ。
ロシア語での24時間ラジオ放送以外に、外国読者向けに30か国語のニュースサイトを有している。ロシア及び世界のニュースをロシア語から日本語を含む各国言語に翻訳して伝えるほか、スプートニク記者によるオリジナルコンテンツも配信している。基本的にロシア政府から指示された内容やロシアの方針に沿う報道を行っている。前述の大統領令にもある通り、スプートニクがロシア政府の宣伝部隊であることは公にされている。
2016年10月6日、日本語版ブログが開設された。ロシア大統領のウラジーミル・プーチン政権にやや批判的な面もある塩原俊彦やスプートニク編集部が記事を出稿している。ブログの書き手にはアカウント登録の上ポイントを取得することで誰でもなることができる。スプートニク編集部の記事ではロシアの生活や伝統的な行事などについて紹介されている。
2017年に朝鮮語版サイトが閉鎖された。

### ラジオ・スプートニク
ラジオ・スプートニクは、スプートニクの音声放送である。放送は、FM、デジタルラジオ（DAB/DAB+）、HDラジオ、携帯電話、インターネットによって行われている。ネットラジオの聴取は非常に容易である。
ロシア以外にFM放送が行われているのは、アブハジア、アルメニア、キルギス、モルドバ、南オセチア、トルコ、セルビア、フランス、アルゼンチン、アメリカ、ポーランド、シリア、レバノン、イラクの14か国であった（2017年時点）。
モスクワ放送からロシアの声時代に行なわれていた日本語ラジオ放送は、「ロシアの声」の日本語放送が2010年代に入ってから中波・短波でのラジオ放送が廃止となり、インターネット上のストリーミング放送のみになった後、2014年に『ラジオ・スプートニク』に引き継がれてからも、引き続きインターネット上のストリーミング放送として、『ラジオ・スプートニク』の日本語版サイトから放送されていたが、2016年に日本語放送は事実上廃止され、音声コンテンツとしては、サウンドクラウドにおいて、かつての「ロシアの声」時代に放送された日本語ラジオ放送の番組の一部が、アーカイブとして公開されている。
モスクワ放送時代から日本語放送を担当していた日向寺康雄は、会社の代表が「多くの人にウケること」を強調しており、プーチンの声明の後に空飛ぶ円盤の目撃情報を流すなどしたことから、視聴率だけを重視する二流テレビ局のようだったと指摘している。

## 報道姿勢
設立当初からロシア政府のプロパガンダおよび意図的な偽情報を流布しているとして批判されている。2022年のロシアのウクライナ侵攻以降、侵攻を正当化するようなプロパガンダや偽情報を流していると指摘される。また、積極工作に関与しているとされる。
日本語で発信されるニュースにおいては、ウクライナ支援を批判する記事や、米軍基地問題を抱える沖縄に関する記事が多く見られるのが特徴である。また、鈴木宗男や原口一博といったロシアに肯定的な立場を表明する政治家へのインタビュー記事や動画を掲載することもある。
SNS上では、動物のかわいさを伝える短い動画や迅速な地震報道など、目を引く投稿を行って注目を集める手法を取っているとされる。

## 偽情報・プロパガンダの拡散
フランス大統領のエマニュエル・マクロンは、自身が選出された2017年の大統領選挙に対してプロパガンダを駆使したと主張し、ロシアの国際放送ロシア・トゥデイ（RT）と共に、名指しで批判している。また、ハフポストもフランス大統領選挙に関してフェイクニュースを拡散していると述べている。
2016年米大統領選においては、世論を扇動して選挙に介入しようとしたとして、Twitterから広告出稿を禁じられた。なお、前述のように普段流しているウケ狙いの情報がアメリカに利用されたという意見もある。
2021年に行われたデジタルヘイト対策センターの調査によると、スプートニク（とRT）はFacebookにおいて気候変動否定を推進する影響力のあるメディア10社のうちの1社であることが判明した。
2022年3月には、欧州連合（EU）が同社に対しRTとともに禁止令を正式に採択し発効した。インターネットプロバイダーは、同社とロシア・トゥデイのコンテンツが自分たちのプラットフォームに表示されないように積極的な措置を取ることが求められる。制裁は期限付きだが、制裁解除には条件が付され、ロシア大統領のプーチンがクレムリンにいる間は、制裁解除を想像することは困難との見通しである。

### 各国・地域における規制および制裁などの状況
欧米など旧西側諸国のみならず、旧ソ連構成国においても規制・制裁、あるいは捜査などを受けている例がある。ロシア情勢を専門とする朝日新聞の駒木明義は「スプートニクは旧ソ連圏で、報道機関というよりはむしろ情報機関として扱われている」と評している。
- 欧州連合 - 2022年3月2日より、ロシアの今日と並んでEU域内での配信が禁止された。EU域内ではYouTube、Facebook、X、Googleの検索結果からも除外されている[21]。
- イギリス - 2022年5月5日より、対ロシアの制裁が強化された。これにより、英国においてソーシャルメディア、インターネットサービス、アプリ配信サービスを提供する事業者に対し、ロシア・トゥデイとスプートニクを含む制裁対象のコンテンツの配信をブロックすることが義務付けられた。[23][24]。
- アメリカ合衆国 - 2024年9月には、スプートニクを含むロシア国営メディアを外国公館（foreign mission）のリストに指定した。これにより、これらの組織は米国内の資産および人員を公開することが義務づけられた[25]。
- モルドバ - 2023年3月、同国における非常事態宣言中、「偽情報を拡散するオンラインソース」であるとの理由により、モルドバ情報・保安庁（SIS）によってスプートニク関連サイトへのアクセスがブロックされた[26]。
- アゼルバイジャン - 2025年2月、「スプートニク・アゼルバイジャン」の同国内における活動を停止する決定が下された。また、同年6月30日、アゼルバイジャン当局は同国におけるスプートニクの支局を家宅捜索し、同支局で勤務していたロシア連邦保安庁（FSB）の職員2名を逮捕した[27]。
- ラトビア - 2016年からスプートニクがブロックされており、2023年にはスプートニクおよび「バルトニュース」に勤務していた16人のジャーナリストが制裁に違反したとして裁判になっている[28]。
- アルメニア - 2023年12月20日、「スプートニク・アルメニア」を再放送しているトスパ社に対して30日間の活動停止が命じられた。これはアルメニアとその国民を侮蔑したほか、同国の法律に禁止する行為を呼びかける放送が行われたことに対するものであった[29]。